# Le Givre
Le Givre és un municipi francès situat al departament de Vendée i a la regió de País del Loira. L'any 2007 tenia 383 habitants.

## Demografia

### Població
El 2007 la població de fet de Le Givre era de 383 persones. Hi havia 142 famílies de les quals 33 eren unipersonals (11 homes vivint sols i 22 dones vivint soles), 58 parelles sense fills, 47 parelles amb fills i 4 famílies monoparentals amb fills.
La població ha evolucionat segons el següent gràfic:
Habitants censats

### Habitatges
El 2007 hi havia 228 habitatges, 151 eren l'habitatge principal de la família, 64 eren segones residències i 12 estaven desocupats. Tots els 228 habitatges eren cases. Dels 151 habitatges principals, 127 estaven ocupats pels seus propietaris, 23 estaven llogats i ocupats pels llogaters i 2 estaven cedits a títol gratuït; 1 tenia una cambra, 5 en tenien dues, 24 en tenien tres, 40 en tenien quatre i 82 en tenien cinc o més. 133 habitatges disposaven pel capbaix d'una plaça de pàrquing. A 69 habitatges hi havia un automòbil i a 79 n'hi havia dos o més.

### Piràmide de població
La piràmide de població per edats i sexe el 2009 era:
| Homes | Edats   | Dones |
| ----- | ------- | ----- |
| 0     | 95 o +  | 0     |
| 0     | 90 a 94 | 0     |
| 0     | 85 a 89 | 4     |
| 8     | 80 a 84 | 4     |
| 0     | 75 a 79 | 8     |
| 8     | 70 a 74 | 4     |
| 4     | 65 a 69 | 4     |
| 4     | 60 a 64 | 8     |
| 12    | 55 a 59 | 16    |
| 12    | 50 a 54 | 8     |
| 32    | 45 a 49 | 16    |
| 16    | 40 a 44 | 8     |
| 4     | 35 a 39 | 12    |
| 0     | 30 a 34 | 8     |
| 4     | 25 a 29 | 4     |
| 8     | 20 a 24 | 0     |
| 4     | 15 a 19 | 8     |
| 16    | 10 a 14 | 16    |
| 8     | 5 a 9   | 4     |
| 4     | 0 a 4   | 0     |

## Economia
El 2007 la població en edat de treballar era de 245 persones, 174 eren actives i 71 eren inactives. De les 174 persones actives 156 estaven ocupades (88 homes i 68 dones) i 19 estaven aturades (5 homes i 14 dones). De les 71 persones inactives 38 estaven jubilades, 17 estaven estudiant i 16 estaven classificades com a «altres inactius».

### Ingressos
El 2009 a Le Givre hi havia 170 unitats fiscals que integraven 432,5 persones, la mediana anual d'ingressos fiscals per persona era de 16.921 €.

### Activitats econòmiques
Dels 10 establiments que hi havia el 2007, 2 eren d'empreses de fabricació d'altres productes industrials, 4 d'empreses de construcció, 1 d'una empresa de comerç i reparació d'automòbils, 1 d'una empresa d'hostatgeria i restauració, 1 d'una empresa financera i 1 d'una entitat de l'administració pública.
Dels 4 establiments de servei als particulars que hi havia el 2009, 1 era una oficina bancària, 1 paleta, 1 fusteria i 1 lampisteria.
L'any 2000 a Le Givre hi havia 14 explotacions agrícoles que ocupaven un total de 882 hectàrees.

## Poblacions més properes
El següent diagrama mostra les poblacions més properes.